# Nemoscolus vigintipunctatus
Nemoscolus vigintipunctatus är en spindelart som beskrevs av Simon 1897. Nemoscolus vigintipunctatus ingår i släktet Nemoscolus och familjen hjulspindlar. Inga underarter finns listade i Catalogue of Life.